# Friedrich Siebert (Mediziner)

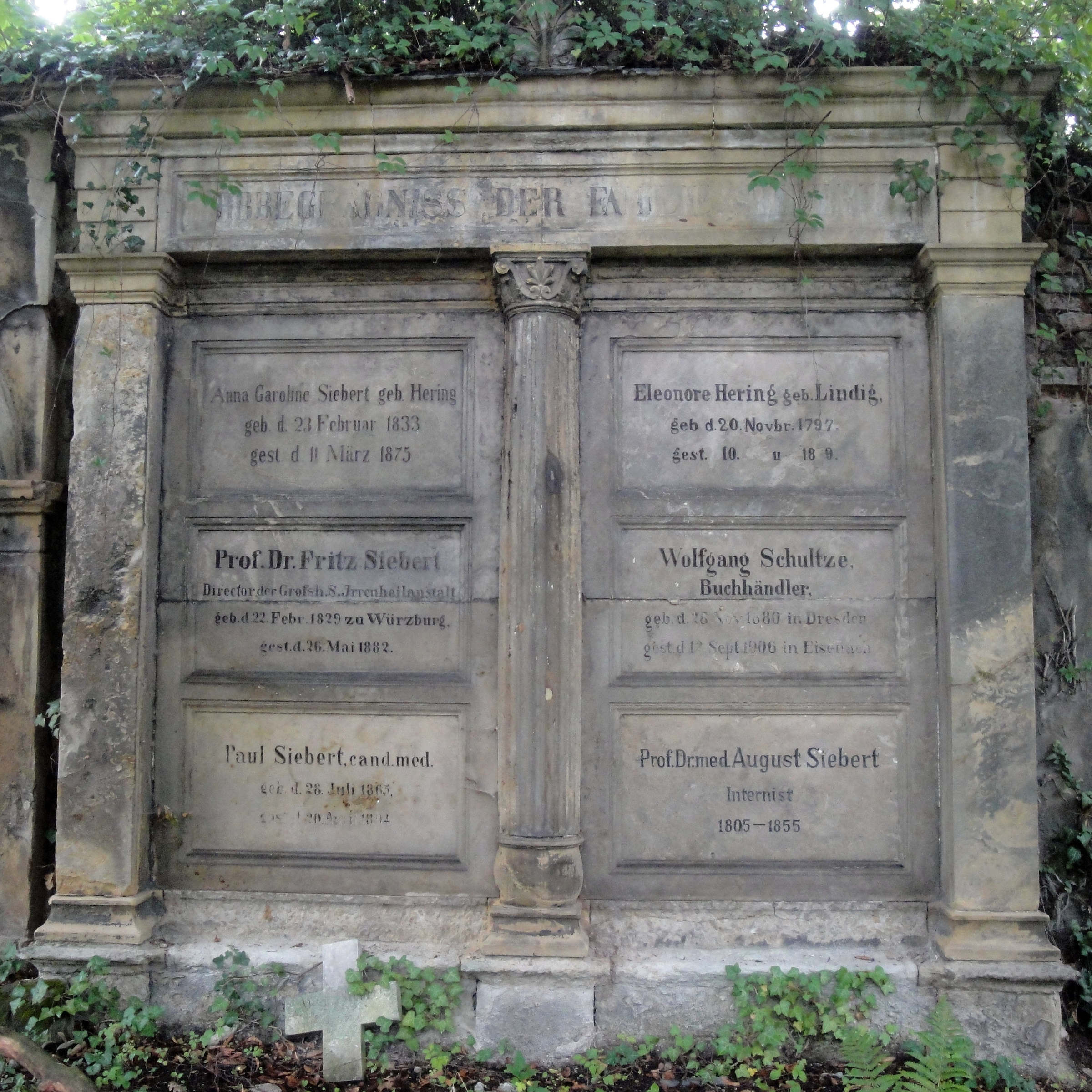
Familiengrab auf dem Johannisfriedhof in Jena

Friedrich Ludwig Joseph  „Fritz“ Siebert (* 22. Februar 1829 in Würzburg; † 26. Mai 1882 in Jena) war ein deutscher Arzt und Psychiater.

## Leben
Friedrich Siebert besuchte zunächst die Lateinschule in Bamberg, wo sein Vater, August Siebert, als Oberarzt am Stadtkrankenhaus in Bamberg arbeitete, und danach das Gymnasium in Weimar. Das Studium der Medizin begann Siebert 1849 an der Universität Jena, wechselte 1850 für zwei Semester an die Universität Würzburg und schloss nach weiteren drei Semestern an der Universität Jena sein Studium mit der Doktorprüfung am 7. März 1853 und seiner Dissertation vom 10. September 1853 ab. Nachdem er vom 8. März bis 1. November 1853 als Assistent an der inneren Klinik bei seinem Vater und vom 16. Januar 1854 bis März 1855 als Assistent an der chirurgischen Klinik unter Franz von Ried (1810–1895) in Jena fungiert hatte, legte er am 25. November 1854 das medizinische Staatsexamen in Weimar ab.
In München beabsichtigte Siebert sich als Privatdozent zu habilitieren, kehrte aber nach dem plötzlichen Tod seines Vaters am 1. Juli 1855 nach Jena zurück. Dort arbeitete er als praktizierender Arzt und habilitierte sich als Privatdozent der pathologischen Anatomie. Im November 1864 bestand er in Weimar das Physikatsexamen und übernahm am 1. April 1865 das Physikat in Jena. Nach dem Tod von Ignaz Franz Xaver Schömann (1807–1864) übernahm er provisorisch die Direktion der alten Irrenanstalt in Jena und ab 1. Januar 1866 die landwirtschaftliche Kolonie für Geisteskranke in Kapellendorf, die 1879 mit dem Karl-Friedrich-Hospital in Blankenhain vereinigt wurde. Am 1. Januar 1869 wurde er zum definitiven Direktor der alten Irrenanstalt und am 2. August zum außerordentlichen Professor der Psychiatrie an der Universität Jena ernannt. Nebenher beschäftigte sich Siebert auch mit der Neuropathologie und gründete 1868 auf seinem Grundstück dafür ein Familienpensionat. Zur Eröffnung des Neubaus der Landes-Irrenanstalt hielt er die Festrede.
Mit dem Beinamen Mynsicht wurde Siebert am 10. September 1862 in die Deutsche Akademie der Naturforscher Leopoldina aufgenommen.
Am 3. Oktober 1856 heiratete Friedrich Siebert die Tochter des Justizrats Hering in Jena, die am 11. März 1875 verstarb. In zweiter Ehe heiratete er am 20. November 1879 die aus Eisenach stammende Hedwig Krüger.

## Schriften (Auswahl)
- als Hrsg.: August Förster: Lehrbuch der pathologischen Anatomie. Nach dem Tode des Verfassers herausgegeben von Dr. Fr. Siebert, ao. Professor an der Universität Jena. Neunte vermehrte und verbesserte  Auflage. Mauke’s Verlag (Hermann Dufft), Jena 1873 (google.de).